# Nubadig
Nubadig (in Ugarit: nbdg), in älterer Form auch Lubadag, war ein hurritischer Gott.
Erstmals wird der Gott in einer Bauinschrift von König Tišatal von Urkeš (ca. 1980 v. Chr.) als Lubadaga genannt. In den hurritischen kaluti-Opferlisten aus der hethitischen Hauptstadt Ḫattuša wird er nach Aštabi genannt, ihm folgen, je nach Liste, die Schutzgottheit von Ḫattuša, wohl Inar, die Sterngöttin Pirinkir und der Kriegsgott Ḫešui. Beim hurritisch-hethitischen ḫišuwa-Fest wurde er zusammen mit der Göttin Adamma-Kubaba verehrt. Ausgestattet ist er mit Köcher, Pfeil und Bogen. Seine Stellung in den Opferlisten, Bewaffnung und Gemeinschaft mit Kubaba deuten darauf hin, dass er wohl eine Form des Schutzgottes ist. Auch wird erwogen, ob der im hethitischen Felsheiligtum Yazılıkaya abgebildete Schutzgott den Nubadig darstellt.
Möglicherweise wurde der Gott auch in Karkemiš verehrt. Dort wurde der Tod von König Apla-Handa (ca. 1770 v. Chr.) vier Tage lang verheimlicht und erst am 18. Kinunun beim Fest des Nubandag öffentlich gemacht.